# Kanton Châtelus-Malvaleix
Der Kanton Châtelus-Malvaleix war bis 2015 ein französischer Wahlkreis im Arrondissement Guéret, im Département Creuse und in der Region Limousin. Sein Hauptort war Châtelus-Malvaleix.
Der Kanton war 220,73 km² groß und hattw 3708 Einwohner (Stand: 2012). Gemeinden:
| Gemeinde                  | Einwohner | Code postal | Code Insee |
| ------------------------- | --------- | ----------- | ---------- |
| Bétête                    | 427       | 23270       | 23022      |
| La Cellette               | 283       | 23350       | 23041      |
| Châtelus-Malvaleix        | 569       | 23270       | 23057      |
| Clugnat                   | 687       | 23270       | 23064      |
| Genouillac                | 781       | 23350       | 23089      |
| Jalesches                 | 77        | 23270       | 23098      |
| Nouziers                  | 232       | 23350       | 23148      |
| Roches                    | 389       | 23270       | 23162      |
| Saint-Dizier-les-Domaines | 199       | 23270       | 23188      |
| Tercillat                 | 200       | 23350       | 23252      |